# Botswana op de Olympische Zomerspelen 2008
Botswana nam deel aan de Olympische Zomerspelen 2008 in Peking, China.
Botswana debuteerde op de Zomerspelen in 1980 en deed in 2008 voor de achtste keer mee. Net als bij de vorige zeven deelnames won Botswana geen medaille.

## Deelnemers en resultaten
(m) = mannen, (v) = vrouwen 

### Atletiek
| Olympiër              | Discipline       | Resultaat | Prestatie                                                            |
| --------------------- | ---------------- | --------- | -------------------------------------------------------------------- |
| Fanuel Kenosi         | 200m (m)         | 58e       | serie 1: 5e in 21,09                                                 |
| Gakologelwang Masheto | 400m (m)         | 38e       | serie 1: 8e in 46,29                                                 |
| California Molefe     | 400m (m)         | DNS       | niet gestart                                                         |
| Onalenna Baloyi       | 800m (m)         | 38e       | serie 2: 4e in 1.47,89                                               |
| Ndabili Bashingili    | marathon (m)     | 56e       | 2:25.11                                                              |
| Gable Garenamotse     | verspringen (m)  | 9e        | kwalificatie groep A: 7e met 7,95m finale: 9e met 7,85m              |
| Gable Garenamotse     | hoogspringen (m) | 29e       | kwalificatie groep B: 14e met 2,20m                                  |
|                       |                  |           |                                                                      |
| Amantle Montsho       | 400m (v)         | 6e        | serie 2: 2e in 50,91 halve finale 3: 2e in 50,54 finale: 6e in 51,18 |

### Boksen
| Olympiër           | Discipline | Resultaat | Prestatie |
| ------------------ | ---------- | --------- | --- |
| Khumiso Ikgopoleng | -54kg (m)  | 5e        | 1e ronde: W van AUS Boyd: 18-8 2e ronde: W van MAR Mesbahi: scheidsrechterlijke beslissing kwartfinale: V van MGL Badar-Uugan: 2-15 |
| Thato Batshegi     | -57kg (m)  | 17e       | 1e ronde: V van GEO Izoria: 4-14 |

### Zwemmen
| Olympiër         | Discipline         | Resultaat | Prestatie            |
| ---------------- | ------------------ | --------- | -------------------- |
| John Kamyuka     | 50m vrije slag (m) | 72e       | serie 5: 6e in 25,54 |
|                  |                    |           |                      |
| Samantha Paxinos | 50m vrije slag (v) | 70e       | serie 3: 2e in 29,91 |

Afghanistan · Albanië · Algerije · Amerikaanse Maagdeneilanden · Amerikaans-Samoa · Andorra · Angola · Antigua en Barbuda · Argentinië · Armenië · Aruba · Australië · Azerbeidzjan · Bahama's · Bahrein · Bangladesh · Barbados · België · Belize · Benin · Bermuda · Bhutan · Bolivia · Bosnië en Herzegovina · Botswana · Brazilië · Britse Maagdeneilanden · Bulgarije · Burkina Faso · Burundi · Cambodja · Canada · Centraal-Afrikaanse Republiek · Chili · China · Chinees Taipei · Colombia · Comoren · Congo-Brazzaville · Congo-Kinshasa · Cookeilanden · Costa Rica · Cuba · Cyprus · Denemarken · Djibouti · Dominica · Dominicaanse Republiek · Duitsland · Ecuador · Egypte · El Salvador · Equatoriaal-Guinea · Eritrea · Estland · Ethiopië · Fiji · Filipijnen · Finland · Frankrijk · Gabon · Gambia · Georgië · Ghana · Grenada · Griekenland · Groot-Brittannië · Guam · Guatemala · Guinee · Guinee‑Bissau · Guyana · Haïti · Honduras · Hongarije · Hongkong · Ierland · IJsland · India · Indonesië · Irak · Iran · Israël · Italië · Ivoorkust · Jamaica · Japan · Jemen · Jordanië · Kaaimaneilanden · Kaapverdië · Kameroen · Kazachstan · Kenia · Kirgizië · Kiribati · Koeweit · Kroatië · Laos · Lesotho · Letland · Libanon · Liberia · Libië · Liechtenstein · Litouwen · Luxemburg · Macedonië · Madagaskar · Malawi · Malediven · Maleisië · Mali · Malta · Marshalleilanden · Marokko · Mauritanië · Mauritius · Mexico · Micronesië · Moldavië · Monaco · Mongolië · Montenegro · Mozambique · Myanmar · Namibië · Nauru · Nederland · Nederlandse Antillen · Nepal · Nicaragua · Nieuw-Zeeland · Niger · Nigeria · Noord-Korea · Noorwegen · Oeganda · Oekraïne · Oezbekistan · Oman · Oostenrijk · Oost‑Timor · Pakistan · Palau · Palestina · Panama · Papoea-Nieuw-Guinea · Paraguay · Peru · Polen · Portugal · Puerto Rico · Qatar · Roemenië · Rusland · Rwanda · Saint Kitts en Nevis · Saint Lucia · Saint Vincent en Grenadines · Salomonseilanden · Samoa · San Marino · Sao Tomé en Principe · Saoedi-Arabië · Senegal · Servië · Seychellen · Sierra Leone · Singapore · Slovenië · Slowakije · Soedan · Somalië · Spanje · Sri Lanka · Suriname · Swaziland · Syrië · Tadzjikistan · Tanzania · Thailand · Togo · Tonga · Trinidad en Tobago · Tsjaad · Tsjechië · Tunesië · Turkije · Turkmenistan · Tuvalu · Uruguay · Vanuatu · Venezuela · Verenigde Arabische Emiraten · Verenigde Staten · Vietnam · Wit-Rusland · Zambia · Zimbabwe · Zuid-Afrika · Zuid-Korea · Zweden · Zwitserland
Uitgesloten van deelname: Brunei